# Primer ministre d'Israel
El primer ministre d'Israel (en hebreu: ראש הממשלה) (transliterat: Rosh Hamemshala) (en català: cap de govern) és el cap electe del Govern israelià. Formalment és el president qui designa a un membre de la Kenésset (Parlament) perquè intenti formar govern (normalment, l'escollit és el líder del partit, o coalició de partits, més votat, però el president pot encarregar la formació d'un govern a qui consideri que té les majors possibilitats d'aconseguir la majoria mínima per governar).
Israel és una república parlamentària amb un president com a cap d'estat . Els poders del president són en gran part cerimonials, mentre que el primer ministre ostenta el poder executiu. La residència oficial del primer ministre, Beit Aghion , és a Jerusalem. L'actual primer ministre és Benjamin Netanyahu del Likkud, la novena persona que ocupa el càrrec (excloent-hi els interins).
Després d'unes eleccions, el president nomena un membre de la Knesset com a primer ministre després de preguntar als líders del partit a qui dóna suport per al càrrec. El primer candidat que el president nomeni té 28 dies per formar un govern viable que pugui aconseguir una majoria absoluta a la Knesset. Aleshores presenta una plataforma governamental i ha de rebre un vot de confiança de la Knesset per assumir el càrrec. A la pràctica, el primer ministre sol ser el líder del partit més gran de la coalició governant. Com que és gairebé impossible que un partit aconsegueixi la majoria a la Knesset, tots els governs israelians han estat coalicions entre dos o més partits. Entre 1996 i 2001, el primer ministre va ser elegit directament, per separat de la Knesset.
La posició del primer ministre està molt reforçada en comparació amb els seus homòlegs d'altres repúbliques parlamentàries, ja que és el cap de l'executiu, tant de jure com de facto. Això és degut a la Llei Fonamental: el Govern atorga explícitament el poder executiu al Govern, del qual el primer ministre n'és el líder. A la majoria de les altres repúbliques parlamentàries, el president és com a mínim nominalment el cap de l'executiu, tot i que normalment se li exigeix per convenció que actuï seguint el consell del gabinet.

## Residència del primer ministre
Des del 1974, la residència oficial del primer ministre és Beit Aghion, a la cantonada dels carrers Balfour i Smolenskin a Rehavia, Jerusalem.

## Llista de primers ministres
| Mapai/Alineació/Laborista (7) Likkud (4) Kadima (2) Yamina (1) Yeix Atid (1) | Mapai/Alineació/Laborista (7) Likkud (4) Kadima (2) Yamina (1) Yeix Atid (1) | Mapai/Alineació/Laborista (7) Likkud (4) Kadima (2) Yamina (1) Yeix Atid (1) | Mapai/Alineació/Laborista (7) Likkud (4) Kadima (2) Yamina (1) Yeix Atid (1) | Mapai/Alineació/Laborista (7) Likkud (4) Kadima (2) Yamina (1) Yeix Atid (1) | Mapai/Alineació/Laborista (7) Likkud (4) Kadima (2) Yamina (1) Yeix Atid (1) | Mapai/Alineació/Laborista (7) Likkud (4) Kadima (2) Yamina (1) Yeix Atid (1) | Mapai/Alineació/Laborista (7) Likkud (4) Kadima (2) Yamina (1) Yeix Atid (1)                          | Mapai/Alineació/Laborista (7) Likkud (4) Kadima (2) Yamina (1) Yeix Atid (1)                       |
| No.                                                                          | Nom (naixement i mort)                                                       | Retrat                                                                       | Partit Polític                                                               | Data inici                                                                   | Data final                                                                   | Elecció (Knesset)                                                            | Govern                                                                                                | Govern                                                                                             |
| No.                                                                          | Nom (naixement i mort)                                                       | Retrat                                                                       | Partit Polític                                                               | Data inici                                                                   | Data final                                                                   | Elecció (Knesset)                                                            | No.                                                                                                   | Composició                                                                                         |
| ---------------------------------------------------------------------------- | ---------------------------------------------------------------------------- | ---------------------------------------------------------------------------- | ---------------------------------------------------------------------------- | ---------------------------------------------------------------------------- | ---------------------------------------------------------------------------- | ---------------------------------------------------------------------------- | --- | -------------------------------------------------------------------------------------------------- |
| 1                                                                            | David Ben-Gurion דָּוִד בֶּן-גּוּרִיּוֹן (1886–1973)                                   |                                                                              | Mapai                                                                        | 14 de maig 1948                                                              | 10 de març 1949                                                              | —                                                                            | Prov.                                                                                                 | Mapai • Mapam • HHaM • New Aliyah • S&O • Mizrahí • Sionistes Generals • Agudat                    |
| 1                                                                            | David Ben-Gurion דָּוִד בֶּן-גּוּרִיּוֹן (1886–1973)                                   | 10 de març 1949                                                              | Mapai                                                                        | 1 de novembre 1950                                                           | 1949 (1r)                                                                    | 1r                                                                           | Mapai • FUR • Progressistes • S&O • LDN                                                               | |
| 1                                                                            | David Ben-Gurion דָּוִד בֶּן-גּוּרִיּוֹן (1886–1973)                                   | 1 de novembre 1950                                                           | Mapai                                                                        | 8 d'octubre 1951                                                             | 1949 (1r)                                                                    | 2n                                                                           | Mapai • FUR • Progressistes • S&O • LDN                                                               | |
| 1                                                                            | David Ben-Gurion דָּוִד בֶּן-גּוּרִיּוֹן (1886–1973)                                   | 8 d'octubre 1951                                                             | Mapai                                                                        | 24 de desembre 1952                                                          | 1951 (2n)                                                                    | 3r                                                                           | Mapai • Mizrahí • HHaM-Agudat-PAY • DLIA-P&T-A&D                                                      | |
| 1                                                                            | David Ben-Gurion דָּוִד בֶּן-גּוּרִיּוֹן (1886–1973)                                   | 24 de desembre 1952                                                          | Mapai                                                                        | 26 de gener 1954                                                             | 1951 (2n)                                                                    | 4t                                                                           | Mapai • Sionistes Generals • Progressistes • Mizrahí • HHaM • DLIA-P&W-A&D                            | |
| 2                                                                            | Moshe Sharett משֶׁה שָרֵת (1894–1965)                                            |                                                                              | Mapai                                                                        | 26 de gener 1954                                                             | 1951 (2n)                                                                    | 29 de juny 1955                                                              | Mapai • Sionistes Generals • Progressistes • Mizrahí • HHaM • DLIA-P&W-A&D                            | 5è                                                                                                 |
| 2                                                                            | Moshe Sharett משֶׁה שָרֵת (1894–1965)                                            | 29 de juny 1955                                                              | Mapai                                                                        | 3 de novembre 1955                                                           | 1951 (2n)                                                                    | 6è                                                                           | Mapai • Mizrahí • HHaM • DLIA-P&T-A&D                                                                 | |
| (1)                                                                          | David Ben-Gurion דָּוִד בֶּן-גּוּרִיּוֹן (1886–1973)                                   |                                                                              | Mapai                                                                        | 3 de novembre 1955                                                           | 7 de gener 1958                                                              | 1955 (3r)                                                                    | 7è | Mapai • NRP • Mapam • AHaA • Progressistes • DLIA-P&W-A&D • P&D-C&B                                |
| (1)                                                                          | David Ben-Gurion דָּוִד בֶּן-גּוּרִיּוֹן (1886–1973)                                   | 7 de gener 1958                                                              | Mapai                                                                        | 17 de desembre 1959                                                          | 8è                                                                           | 1955 (3r)                                                                    | | Mapai • NRP • Mapam • AHaA • Progressistes • DLIA-P&W-A&D • P&D-C&B                                |
| (1)                                                                          | David Ben-Gurion דָּוִד בֶּן-גּוּרִיּוֹן (1886–1973)                                   | 17 de desembre 1959                                                          | Mapai                                                                        | 2 de novembre 1961                                                           | 1959 (4t)                                                                    | 9è                                                                           | | Mapai • NRP • Mapam • AHaA • Progressistes • DLIA-P&W-A&D • P&D-C&B                                |
| (1)                                                                          | David Ben-Gurion דָּוִד בֶּן-גּוּרִיּוֹן (1886–1973)                                   | 2 de novembre 1961                                                           | Mapai                                                                        | 26 de juny 1963                                                              | 1961 (5è)                                                                    | 10è                                                                          | Mapai • NRP • AHaA • PAY • P&D-C&B                                                                    | |
| 3                                                                            | Leví Eixkol לֵוִי אֶשְׁכּוֹל (1895–1969)                                            |                                                                              | Mapai                                                                        | 26 de juny 1963                                                              | 1961 (5è)                                                                    | 22 de desembre 1964                                                          | Mapai • NRP • AHaA • PAY • P&D-C&B                                                                    | 11è                                                                                                |
| 3                                                                            | Leví Eixkol לֵוִי אֶשְׁכּוֹל (1895–1969)                                            | 22 de desembre 1964                                                          | Mapai                                                                        | 12 de gener 1966                                                             | 1961 (5è)                                                                    | 12è                                                                          | Mapai • NRP • AHaA • PAY • P&D-C&B                                                                    | |
| 3                                                                            | Leví Eixkol לֵוִי אֶשְׁכּוֹל (1895–1969)                                            | Alineació Mapai/Laborista                                                    | 12 de gener 1966                                                             | 26 de febrer 1969                                                            | 1965 (6è)                                                                    | 13è                                                                          | Alineació • NRP • Mapam • Liberals Independents • PAY • P&D-C&B • Gahal • Rafi                        | |
| —                                                                            | Yigal Allon (acting) יִגְאָל אַלּוֹן (1918–1980)                                   |                                                                              | Alineació Laborista                                                          | 26 de febrer 1969                                                            | 1965 (6è)                                                                    | 13è                                                                          | Alineació • NRP • Mapam • Liberals Independents • PAY • P&D-C&B • Gahal • Rafi                        | 17 de març 1969                                                                                    |
| 4                                                                            | Golda Meïr גּוֹלְדָּה מֵאִיר (1898–1978)                                            |                                                                              | Alineació Laborista                                                          | 17 de març 1969                                                              | 1965 (6è)                                                                    | 15 de desembre 1969                                                          | Alineació • NRP • Mapam • Liberals Independents • PAY • P&D-C&B • Gahal • Rafi                        | 14è                                                                                                |
| 4                                                                            | Golda Meïr גּוֹלְדָּה מֵאִיר (1898–1978)                                            | 15 de desembre 1969                                                          | Alineació Laborista                                                          | 10 de març 1974                                                              | 1969 (7è)                                                                    | 15è                                                                          | Alineació • Gahal • NRP • Liberals Independents • P&D-C&B                                             | |
| 4                                                                            | Golda Meïr גּוֹלְדָּה מֵאִיר (1898–1978)                                            | 10 de març 1974                                                              | Alineació Laborista                                                          | 3 de juny 1974                                                               | 1973 (8è)                                                                    | 16è                                                                          | Alineació • NRP • Liberals Independents                                                               | |
| 5                                                                            | Yitshaq Rabín יִצְחָק רַבִּין (1922–1995)                                          |                                                                              | Alineació Laborista                                                          | 3 de juny 1974                                                               | 1973 (8è)                                                                    | 20 de juny 1977                                                              | 17è                                                                                                   | Alineació • Rats • NRP • Liberals Independents                                                     |
| 6                                                                            | Menachem Begin מְנַחֵם בֵּגִין (1913–1992)                                         |                                                                              | Likkud                                                                       | 20 de juny 1977                                                              | 5 d'agost 1981                                                               | 1977 (9è)                                                                    | 18è                                                                                                   | Likkud • NRP • Agudat • Dash                                                                       |
| 6                                                                            | Menachem Begin מְנַחֵם בֵּגִין (1913–1992)                                         | 5 d'agost 1981                                                               | Likkud                                                                       | 10 d'octubre 1983                                                            | 1981 (10è)                                                                   | 19è                                                                          | Likkud • NRP • Agudat • Tami • Telem/MRSZ • Tehiya                                                    | |
| 7                                                                            | Yitzhak Shamir יִצְחָק שָׁמִיר (1915–2012)                                         |                                                                              | Likkud                                                                       | 10 d'octubre 1983                                                            | 1981 (10è)                                                                   | 13 de setembre 1984                                                          | Likkud • NRP • Agudat • Tami • Telem/MRSZ • Tehiya                                                    | 20è                                                                                                |
| 8                                                                            | Shimon Peres שִׁמְעוֹן פֶּרֶס (1923–2016)                                           |                                                                              | Alineació Laborista                                                          | 13 de setembre 1984                                                          | 20 d'octubre 1986                                                            | 1984 (11è)                                                                   | 21è                                                                                                   | Alineació • Likkud • NRP • Agudat • Shas • Morasha • Shinui • Ometz                                |
| (7)                                                                          | Yitzhak Shamir יִצְחָק שָׁמִיר (1915–2012)                                         |                                                                              | Likkud                                                                       | 20 d'octubre 1986                                                            | 22 de desembre 1988                                                          | 1984 (11è)                                                                   | 22è                                                                                                   | Alineació • Likkud • NRP • Agudat • Shas • Morasha • Shinui • Ometz                                |
| (7)                                                                          | Yitzhak Shamir יִצְחָק שָׁמִיר (1915–2012)                                         | 22 de desembre 1988                                                          | Likkud                                                                       | 11 de juny 1990                                                              | 1988 (12è)                                                                   | 23è                                                                          | Likkud • Alineació • NRP • Shas • Agudat • Déguel ha-Torà                                             | |
| (7)                                                                          | Yitzhak Shamir יִצְחָק שָׁמִיר (1915–2012)                                         | 11 de juny 1990                                                              | Likkud                                                                       | 13 de juliol 1992                                                            | 1988 (12è)                                                                   | 24è                                                                          | Likkud • NRP • Shas • Agudat • Déguel ha-Torà • Nou Liberal • Tehiya • Tzomet • Moledet • UPI • Geula | |
| (5)                                                                          | Yitshaq Rabín יִצְחָק רַבִּין (1922–1995)                                          |                                                                              | Laborista                                                                    | 13 de juliol 1992                                                            | 4 de novembre 1995                                                           | 1992 (13è)                                                                   | 25è                                                                                                   | Laborista • Meretz • Shas • Yiud                                                                   |
| —                                                                            | Shimon Peres שִׁמְעוֹן פֶּרֶס (1923–2016)                                           |                                                                              | Laborista                                                                    | 4 de novembre 1995                                                           | 22 de novembre 1995                                                          | 1992 (13è)                                                                   | 26è                                                                                                   | Laborista • Meretz • Shas • Yiud                                                                   |
| (8)                                                                          | Shimon Peres שִׁמְעוֹן פֶּרֶס (1923–2016)                                           | 22 de novembre 1995                                                          | Laborista                                                                    | 18 de juny 1996                                                              |                                                                              | 1992 (13è)                                                                   | 26è                                                                                                   | Laborista • Meretz • Shas • Yiud                                                                   |
| 9                                                                            | Benjamin Netanyahu בִּנְיָמִין נְתַנְיָהוּ (1949–)                                     |                                                                              | Likkud                                                                       | 18 de juny 1996                                                              | 6 de juliol 1999                                                             | 1996 (14è)                                                                   | 27è                                                                                                   | Likkud-Gesher-Tzomet • Shas • NRP • BaAliyah • UTJ • Tercera Via                                   |
| 10                                                                           | Ehud Barak אֵהוּד בָּרָק (1942–)                                                  |                                                                              | Un Israel Laborista                                                          | 6 de juliol 1999                                                             | 7 de març 2001                                                               | 1999                                                                         | 28è                                                                                                   | Un Israel • Shas • Meretz • BaAliyah • Centre • NRP • UTJ                                          |
| 11                                                                           | Ariel Xaron אֲרִיאֵל שָׁרוֹן (1928–2014)                                           |                                                                              | Likkud                                                                       | 7 de març 2001                                                               | 28 de febrer 2003                                                            | 2001                                                                         | 29è                                                                                                   | Likkud • Laborista-Meimad • Shas • Centre • NRP • UTJ • BaAliyah • UN-Beiteinu • Nou Camí • Gesher |
| 11                                                                           | Ariel Xaron אֲרִיאֵל שָׁרוֹן (1928–2014)                                           | 28 de febrer 2003                                                            | Likkud                                                                       | 21 de novembre 2005                                                          | 2003 (16è)                                                                   | 30è                                                                          | Likkud • Shinui • UN • NRP • Laborista-Meimad • Agudat                                                | |
|                                                                              | Ariel Xaron אֲרִיאֵל שָׁרוֹן (1928–2014)                                           | Kadima                                                                       | 21 de novembre 2005                                                          | (4 gen. 2006) 14 d'abril 2006                                                | 2003 (16è)                                                                   | 30è                                                                          | Kadima • Likkud • Agudat                                                                              | |
| —                                                                            | Ehud Olmert אֵהוּד אוֹלְמֶרט (1945–)                                              |                                                                              | Kadima                                                                       | 4 de gener 2006                                                              | 2003 (16è)                                                                   | 30è                                                                          | Kadima • Likkud • Agudat                                                                              | 14 d'abril 2006                                                                                    |
| 12                                                                           | Ehud Olmert אֵהוּד אוֹלְמֶרט (1945–)                                              | 14 d'abril 2006                                                              | Kadima                                                                       | 4 de maig 2006                                                               | 2003 (16è)                                                                   | 30è                                                                          | Kadima • Likkud • Agudat                                                                              | |
| 12                                                                           | Ehud Olmert אֵהוּד אוֹלְמֶרט (1945–)                                              | 4 de maig 2006                                                               | Kadima                                                                       | 31 de març 2009                                                              | 2006 (17è)                                                                   | 31è                                                                          | Kadima • Laborista • Shas • Gil • Beiteinu                                                            | |
| (9)                                                                          | Benjamin Netanyahu בִּנְיָמִין נְתַנְיָהוּ (1949–)                                     |                                                                              | Likkud                                                                       | 31 de març 2009                                                              | 18 de març 2013                                                              | 2009 (18è)                                                                   | 32è                                                                                                   | Likkud • Beiteinu • Shas • Laborista/Indep. • Llar Jueva • UTJ                                     |
| (9)                                                                          | Benjamin Netanyahu בִּנְיָמִין נְתַנְיָהוּ (1949–)                                     | 18 de març 2013                                                              | Likkud                                                                       | 6 de maig 2015                                                               | 2013 (19è)                                                                   | 33è                                                                          | Likkud • Yesh Atid • Llar Jueva • Yisrael Beiteinu • Hatnuah                                          | |
| (9)                                                                          | Benjamin Netanyahu בִּנְיָמִין נְתַנְיָהוּ (1949–)                                     | 6 de maig 2015                                                               | Likkud                                                                       | 9 d'abril 2019                                                               | 2015 (20è)                                                                   | 34è                                                                          | Likkud • Kulanu • Llar Jueva • Shas • UTJ • Yisrael Beiteinu                                          | |
| —                                                                            | Benjamin Netanyahu בִּנְיָמִין נְתַנְיָהוּ (1949–)                                     | 9 d'abril 2019                                                               | Likkud                                                                       | 17 de setembre 2019                                                          | abril 2019 (21è)                                                             | 34è                                                                          | Likkud • Kulanu • Llar Jueva • Shas • UTJ • Yisrael Beiteinu                                          | |
| —                                                                            | Benjamin Netanyahu בִּנְיָמִין נְתַנְיָהוּ (1949–)                                     | 17 de setembre 2019                                                          | Likkud                                                                       | 17 de maig 2020                                                              | setembre 2019 (22è)                                                          | 34è                                                                          | Likkud • Kulanu • Llar Jueva • Shas • UTJ • Yisrael Beiteinu                                          | |
| (9)                                                                          | Benjamin Netanyahu בִּנְיָמִין נְתַנְיָהוּ (1949–)                                     | 17 de maig 2020                                                              | Likkud                                                                       | 13 de juny de 2021                                                           | 2020 (23è)                                                                   | 35è                                                                          | Likkud • Blau i Blanc • Shas • UTJ • Laborista • Guéixer • Llar Jueva                                 | |
| 13                                                                           | Naftali Bennett נפתלי בנט (1972–)                                            |                                                                              | Yamina                                                                       | 13 de juny de 2021                                                           | 30 de juny de 2022                                                           | 2021 (24è)                                                                   | 36è                                                                                                   | Yeix Atid • Blau i Blanc • Yamina • Partit Laborista • Israel Beitenu • Nova Esperança • Mérets    |
| 14                                                                           | Yair Lapid יאיר לפיד (1963–)                                                 |                                                                              | Yeix Atid                                                                    | 1 de juliol de 2022                                                          | 29 de desembre de 2022                                                       | 2021 (24è)                                                                   | 36è                                                                                                   | Yeix Atid • Blau i Blanc • Yamina • Partit Laborista • Israel Beitenu • Nova Esperança • Mérets    |
| (9)                                                                          | Benjamin Netanyahu בִּנְיָמִין נְתַנְיָהוּ (1949–)                                     |                                                                              | Likkud                                                                       | 29 de desembre de 2022                                                       |                                                                              | 2022 (25è)                                                                   | 37è                                                                                                   | Likkud • Shas • UTJ • Partit Sionista Religiós • Otzma Yehudit • Noam                              |